# Stora Kotjärnen, Värmland
Stora Kotjärnen är en sjö i Säffle kommun i Värmland och ingår i Göta älvs huvudavrinningsområde.